# دار لوزاري (لوطاويين)
دار لوزاري هو دُوَّار يقع بجماعة تطفت، إقليم العرائش، جهة طنجة تطوان الحسيمة في المملكة المغربية. ينتمي الدوّار لمشيخة لوطاويين التي تضم 12 دوار. يقدر عدد سكانه بـ 744 نسمة حسب الإحصاء الرسمي للسكان والسكنى لسنة 2004.

## روابط خارجية
- البوابة الوطنية للجماعات الترابية نسخة محفوظة 12 مارس 2018 على موقع واي باك مشين.
- المندوبية السامية للتخطيط